# Conisholme
Conisholme là khu định cư nhỏ và xã ở huyện East Lindsey của Lincolnshire, nước Anh. Nó nằm trên đường A1031 từ Cleethorpes đến Mablethorpe, và cách 7 dặm (11 km) Louth về phía đông bắc. Dân số được gộp vào trong xã Grainthorpe.

## Cộng đồng
Conisholme cách bờ biển Lincolnshire khoảng 3 dặm (5 km). Xã này có diện tích 1.240 mẫu Anh (5,0 km2), nhưng chỉ có một phần nhỏ được đường A1031 dùng đến – từ Ludney về phía tây đến giữa làng và Cầu Braygate, về phía đông bắc. Ngôi làng lớn nhất của North Somercotes nằm ở phía đông. Xã này chủ yếu kéo dài về phía tây nam qua Conisholme Fen về phía Kênh Louth và North Cockerington.
Hội đồng hạt Louth Marsh và các khu của hội đồng huyện North Somercotes đều thuộc Đảng Bảo thủ và do Robert Palmer làm dân biểu, ông này cũng là Chủ tịch Hội đồng Huyện East Lindsey.
Nhà thờ xã được dành riêng cho Thánh Peter. Nhà thờ này nằm trong nhóm nhà thờ North Somercotes, cùng với Grainthorpe.

### Tua bin gió
Tua bin gió tại Fen Farm ở Conisholme Fen, phía tây nam của ngôi làng đủ nguồn điện dành cho East Lindsey. Mỗi tua bin có chiều cao trục từ 165 và 252 foot (50 và 77 m), đường kính rô-to là 157 foot (48 m), chiều cao tổng thể là 292 foot (89 m), và sản xuất 800kWe. Trang trại này, do hãng Ecotricity điều hành, sản xuất đủ năng lượng cho 13.000 ngôi nhà. Quá trình khởi công bắt đầu vào tháng 12 năm 2007, và hoàn thành vào ngày 17 tháng 4 năm 2008.
Vào sáng sớm ngày 4 tháng 1 năm 2009, một trong hai mươi tua-bin gió đã bị hư hỏng. Câu chuyện này được đưa tin trên BBC News. Ecotricity, sau khi kiểm tra sơ bộ và trước khi có kết quả pháp y, tuyên bố rằng UFO "nằm ở cuối danh sách khả năng gây ra nguyên nhân", và họ đang xem xét rằng những tua-bin này có thể đã bị sét đánh, va chạm, mỏi kim loại hoặc lỗi thiết kế, vật liệu hoặc bảo trì.